# ルーマニア宇宙局

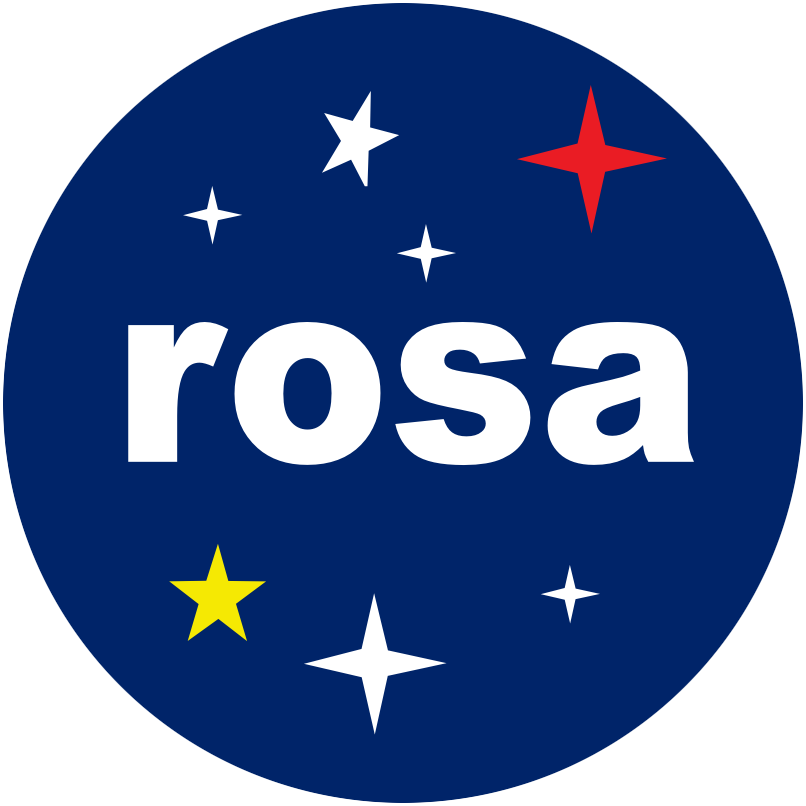
ロゴ

ルーマニア宇宙局（英語: Romanian Space Agency; ROSA、ルーマニア語: Agenţia Spaţială Română; ASR）はルーマニアの宇宙機関。1991年に設立し、本部はブカレストに位置する。

## 概要
1991年に設立し、研究技術省（Ministry of Research and Technology、現:Ministry of Education, Research, Youth and Sport）支援の下1995年の政府決定により独立した公的機関として再組織された。
1992年に欧州宇宙機関（ESA）と宇宙活動協力協定、2007年に協力国（European Cooperating State; ECS）協定を締結、さらに2008年に協力国活動計画憲章（Plan for European Cooperating State Charter）を締結している。
ROSAのミッションは宇宙活動における開発や国家の取り組みを促進、調整することであり、また政府代表として国際協力を促進することである。
ROSAの傘下には宇宙科学研究所、国立宇宙研究所、重力研究所、国立宇宙通信情報センターおよびルーマニア・アカデミーの宇宙研究所など宇宙関連の研究や教育を行う機関が40以上属している。
現在の局長（2004年から）とCEO（1995年から）は Marius-Ioan Piso であり、名誉局長はルーマニア人唯一の宇宙飛行士ドゥミトール・プルナリウである。
なおロケット工学者として有名なヘルマン・オーベルトはシビウ（現ルーマニア領）出身であり、1935年にルーマニア初の液体燃料ロケットの発射に成功している。